# Transeius caspiansis
Transeius caspiansis är en spindeldjursart som först beskrevs av Denmark och Maryam I. Daneshvar 1982.  Transeius caspiansis ingår i släktet Transeius och familjen Phytoseiidae. Inga underarter finns listade i Catalogue of Life.